# Viola Smith
Pour les articles homonymes, voir Smith.
Viola Smith, nom de scène de Viola Schmitz, née le 29 novembre 1912 au Mont Calvaire (Wisconsin) et morte le 21 octobre 2020 à Costa Mesa (Californie), est l'une des premières femmes batteur professionnel. 
Elle s'illustre surtout dans les années 1930 et 1940 avec un groupe essentiellement féminin qui jouait des airs de swing, jazz, très populaires durant ces années.

## Biographie
Viola Smith est née au Mont Calvaire (Wisconsin, États-Unis). Ses parents étaient gérants d'une salle de concert ; elle eut sept sœurs.

### Carrière
Elle est considérée comme la première femme batteuse de jazz et était surnommée « la batteuse la plus rapide du monde. »
Durant les années 1920 et 1930, Viola Smith joue dans l'orchestre familial The Schmidt Sisters. Son père était le patron d'un club de jazz.
Elle se fait plus discrète au milieu des années 1930, mais dès la fin de cette décennie, elle intègre l'orchestre The Coquettes, composé uniquement de femmes, dont sa sœur Mildred Bartash, clarinettiste et saxophoniste.
En 1942, elle rejoint le Hour of Charm de Phil Spitalny, qui rencontre un succès commercial. Elle joue enfin avec le Kit Kat Band qui serait à l'origine de la comédie musicale à succès Cabaret.
On trouve dans le no 113 du magazine américain Allegro un article sur les artistes du XXe siècle qui considère Viola comme l'une des personnalités ayant contribué au développement musical féminin.

## Filmographie

### Cinéma
- 1940 : Frances Carroll & 'The Coquettes' : Viola Smith
- 1942 : When Johnny Comes Marching Home : une batteuse dans l'orchestre
- 1945 : Deux Nigauds au collège (Here Come the Co-Eds) : une batteuse

### Télévision
- I've Got a Secret (CBS)
- The Ed Sullivan Show

## Broadway
- Cabaret